# Ruggero Dondé

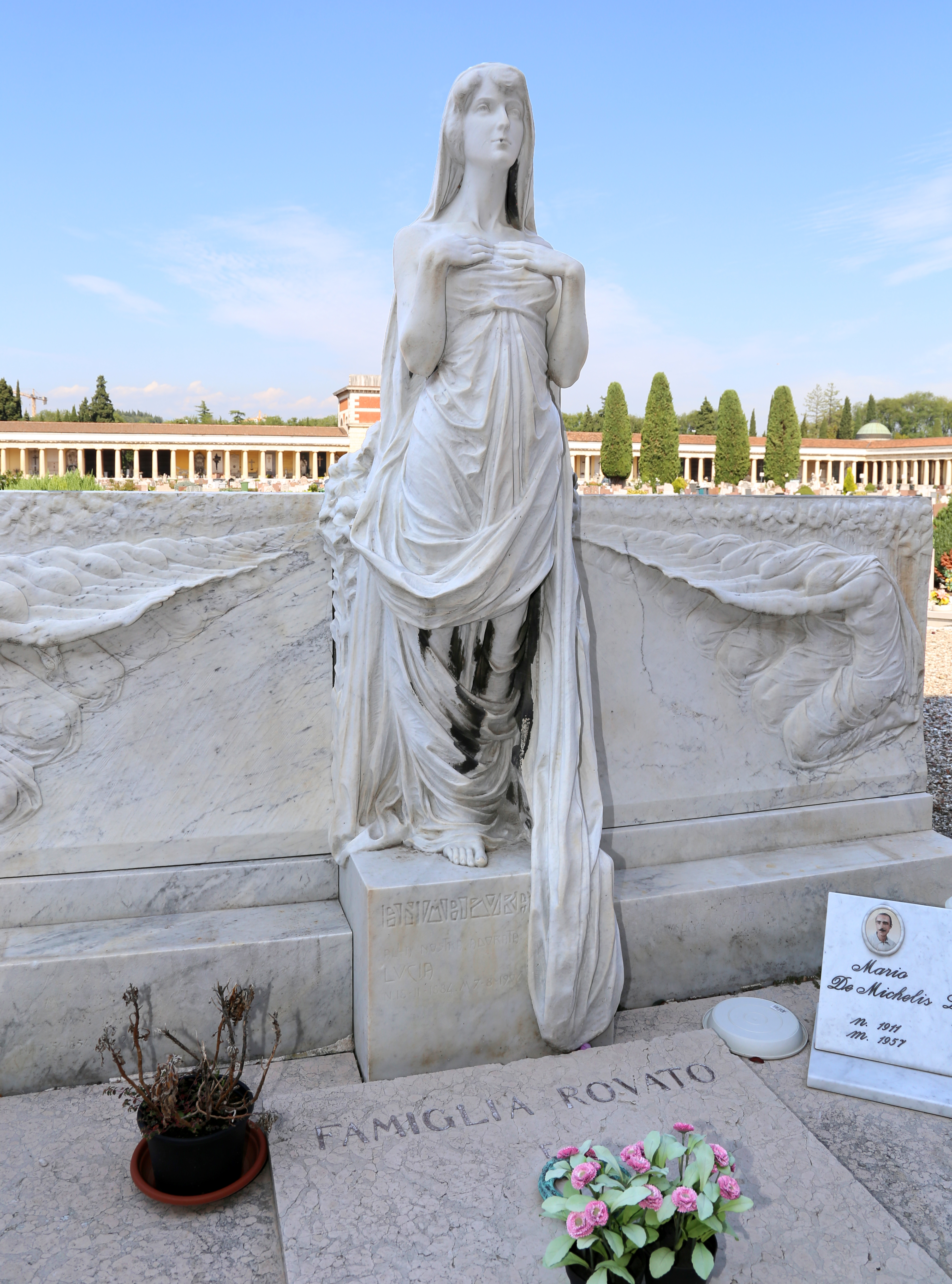
Monumento Rovato (dettaglio), 1914, cimitero monumentale di Verona

Ruggero Dondé (Rimini, 20 giugno 1878 – Verona, 3 luglio 1957) è stato uno scultore italiano.

## Biografia
Iscrittosi all'Accademia di Belle Arti di Verona, fu allievo tra gli altri di Egidio Girelli. La sua prima opera fu la lapide per la commemorazione di una battaglia risorgimentale per Oliosi di Castelnuovo del Garda.
Nel 1919, quando era ancora militare, realizzò il monumento ai caduti per Peschiera del Garda, primo di una cospicua serie per tutto il territorio veronese: ne realizzò poi ad Affi, a Sanguinetto, ad Albaredo d'Adige, ad Avesa, alla Cassa di Risparmio di Verona, a Nogara e a Parona.
Fino a tutti gli anni venti fu un apprezzato scultore anche ritratti e di monumenti funebri, molti dei quali sono conservati al cimitero monumentale di Verona.
Divenne professore all'Accademia, partecipando anche a numerose esposizioni nazionali.
Fu sepolto nello stesso cimitero monumentale, dove per la sua lapide scolpì un Autoritratto.